# Amtsbezirk Deutschlandsberg
Der Amtsbezirk Deutschlandsberg war zwischen 1853 und 1867 eine Verwaltungseinheit im Marburger Kreis in der Steiermark.
Der Amtsbezirk war der Kreisbehörde in Marburg unterstellt und besorgte deren Amtsgeschäfte vor Ort. Die Zuständigkeit erstreckte sich neben Deutschlandsberg auf die Ortsgemeinden Aigen, Bösenbach, Deutschlandsberg, Dittmannsdorf, St. Florian, Freidorf, Greith, Greßenberg, Grünau, Gußendorf, Haßreith, Hollenegg, Kloster, Krottendorf, Kruckenberg, Langegg, Laßenberg, Laßnitz, Lebing, Leibensfeld, Mainsdorf, St. Martin, Michelgleinz, Mitterspiel, Nassau, Ostervitz, Otternitz, Rastock, Schwamberg, Sulz, Sulzhof, Tanzelsdorf, Trahütten, Unterberglas, Wettmannstätten und Zierling.